# Фільмографія Пе Сюзі
Пе Суджі (кор. 배수지; нар. 10 жовтня 1994), яка краще відома за мононімом Сюзі —  південнокорейська співачка та акторка. Вона була членом жіночого гурту miss A в агентстві JYP Entertainment.

## Фільми
| Рік          | Назва              | Назва                                           | Роль               | Нотатки                        | Прим.       |
| Рік          | Українською        | Корейською                                      | Роль               | Нотатки                        | Прим.       |
| ------------ | ------------------ | ----------------------------------------------- | ------------------ | ------------------------------ | ----------- |
| 2012         | «Архітектура 101»  | 건축학개론                                      | Ян Со Йон (молода) |                                | [ 2 ]       |
| 2015         | «Звук квітки»      | 도리화가                                        | Чін Чхе Сон        |                                | [ 3 ]       |
| 2017         | «Справжнє»         | 리얼                                            | Татуювальниця      | Камео                          | [ 4 ]       |
| 2019         | «Виверження»       | 백두산                                          | Чхве Чі Йон        |                                | [ 5 ] [ 6 ] |
| 2020         | «Живу твоєю силою» | 내 물건이 너의 집에 남아있다면 헤어진 게 아니다 | Сюзі               | Короткометражний фільм Lancôme | [ 7 ] [ 8 ] |
| В очікуванні | «Вандерленд»       | 원더랜드                                        | В очікуванні       |                                | [ 9 ]       |

## Телевізійні серіали
| Рік  | Назва                   | Назва              | Роль                                 | Нотатки                              | Канал        | Прим.         |
| Рік  | Українською             | Корейською         | Роль                                 | Нотатки                              | Канал        | Прим.         |
| ---- | ----------------------- | ------------------ | ------------------------------------ | ------------------------------------ | ------------ | ------------- |
| 2011 | «Одержимі мрією»        | 드림하이           | Ко Хє Мі                             |                                      | KBS2         | [ 10 ]        |
| 2011 | «Людське казино»        | 휴먼 카지노        | Подруга                              | Серія «Спеціальної драми KBS», камео | KBS2         | [ 11 ]        |
| 2012 | «Одержимі мрією 2»      | 드림하이 2         | У ролі себе                          | Камео (серія 15)                     | KBS2         | [ 12 ]        |
| 2012 | «Мені потрібна фея»     | 선녀가 필요해      | Акторка-початківиця                  | Камео, серія 26                      | KBS2         | [ 13 ]        |
| 2012 | «Великий»               | 빅                 | Чан Ма Рі                            |                                      | KBS2         | [ 14 ]        |
| 2013 | «Книга сім'ї Ку»        | 구가의 서          | Там Йо Уль                           |                                      | MBC          | [ 15 ]        |
| 2014 | «Моє кохання із зірки»  | 별에서 온 그대     | Ко Хє Мі                             | Камео, серія 17                      | SBS          | [ 16 ]        |
| 2014 | «Піноккіо»              | 피노키오           | дівчина для сліпого побачення Пом Чо | Камео, серія 12                      | SBS          | [ 17 ]        |
| 2016 | «Нестримно закохані»    | 함부로 애틋하게    | Но Иль                               |                                      | KBS2         | [ 18 ]        |
| 2017 | «Доки ти спала»         | 당신이 잠든 사이에 | Нам Хон Чу                           |                                      | SBS          | [ 19 ]        |
| 2019 | «Vagabond»              | 배가본드           | Ко Хе Рі                             |                                      | SBS          | [ 20 ]        |
| 2020 | «Стартап»               | 스타트업           | Со Даль Мі                           |                                      | tvN          | [ 21 ]        |
| 2024 | «Все має стати правдою» | 다 이루어질지니    | Ка Йон                               |                                      | В очікуванні | [ 22 ] [ 23 ] |

## Вебсеріали
| Рік          | Назва       | Назва       | Роль           | Платформа    | Прим.  |
| Рік          | Українською | Англійською | Роль           | Платформа    | Прим.  |
| ------------ | ----------- | ----------- | -------------- | ------------ | ------ |
| 2022         | «Анна»      | 안나        | Лі Юмі/Лі Анна | Coupang Play | [ 24 ] |
| В очікуванні | «Туна!»     | 이두나!     | Лі Туна        | Netflix      | [ 25 ] |

## Телевізійні шоу
| Рік         | Назва                                                          | Назва                               | Роль                        | Нотатки                             | Канал                       | Прим.  |
| Рік         | Англійською                                                    | Корейською                          | Роль                        | Нотатки                             | Канал                       | Прим.  |
| ----------- | -------------------------------------------------------------- | ----------------------------------- | --------------------------- | ----------------------------------- | --------------------------- | ------ |
| 2011        | «Фестиваль танцювальних кавер-версій K-Pop: Дорожнє шоу 40120» | 커버댄스페스티벌 K-POP 로드쇼 40120 | Суддя / Оповідачка          |                                     | MBC                         | [ 26 ] |
| 2011 — 2012 | «Непереможна молодь 2»                                         | 청춘불패2                           | Учасниця акторського складу |                                     | KBS                         | [ 27 ] |
| 2012        | «Щоденник стилю: Щотижнево — Найбільш бажене життя»            | 스타일로그: 위클리 - 탐나는 라이프  | Оповідачка                  |                                     | OnStyle                     | [ 28 ] |
| 2013        | «Справжній чоловік»                                            | 진짜 사나이                         | Оповідачка                  |                                     | MBC                         | [ 29 ] |
| 2014        | «З'єднання»                                                    | 접속 2014                           | Оповідачка                  | З Рой Кім                           | OnStyle, XTM                | [ 30 ] |
| 2017        | «Поза записом, Сюзі»                                           | 오프 더 레코드, 수지                | У ролі себе                 | Перше власне самостійне реаліті-шоу | Dingo Music YouTube, V Live | [ 31 ] |

## Як ведуча
| Рік         | Захід/шоу                                        | Нотатки                                                          | Канал   | Прим.         |
| ----------- | ------------------------------------------------ | ---------------------------------------------------------------- | ------- | ------------- |
| 2010        | «Шоу! Музичне ядро: Літні спеціальні серії»      | Нікхун (2PM), Крістал Чон, Онью)                                 | MBC     | [ 32 ]        |
| 2010 — 2011 | «Шоу! Музичне ядро»                              | Пак Чі Йон (T-ara), SHINee (Чхве Мін Хо і Онью)                  | MBC     | [ 33 ]        |
| 2011        | 5-та Премія Mnet «Вибір 20-их»                   | Сон Чжун Кі                                                      | Mnet    | [ 34 ]        |
| 2011        | «Спеціальна програма до Чхусоку: Переможна хода» |                                                                  | KBS2    | [ 35 ]        |
| 2012        | 26-та Golden Disc Awards                         | Лі Хон Ґі (FTISLAND)                                             | jTBC    | [ 36 ]        |
| 2012        | 21-ша Seoul Music Awards                         | Тхак Че Хун і Сін Хьон Джун                                      | KBS Joy | [ 37 ]        |
| 2012        | «M Countdown: Привіт, Японіє»                    | Лі Чун (MBLAQ)                                                   | Mnet    | [ 38 ]        |
| 2012        | 18-та Премія корейського мюзикла                 | Кім Вон Джун                                                     | SBS     | [ 39 ]        |
| 2012        | Музичний університетський фестиваль MBC          | Лі Джок                                                          | MBC     | [ 40 ]        |
| 2012        | 11-та Розважальна премія KBS                     | Сін Дон Йоп і Лі Чі Е                                            | KBS2    | [ 41 ]        |
| 2012        | «SBS Gayo Daejeon»                               | IU і Чон Кьо Ун                                                  | SBS     | [ 42 ]        |
| 2013        | «Корейська музична хвиля» у Бангкоці             | Нікхун (2PM), Чхве Мін Хо (SHINee), Чо Квон і Пак Чі Йон (T-ara) | MBC     | [ 43 ]        |
| 2013        | 22-ша Seoul Music Awards                         | Тхак Че Хун                                                      | KBS Joy | [ 44 ]        |
| 2013        | 8-ма Сеульська міжнародна премія драми           | Лі Сон Че                                                        | MBC     | [ 45 ]        |
| 2013        | «Music Bank» у Стамбулі                          | Кюхьон (Super Junior) і Юн Ту Джун (BEAST)                       | KBS2    | [ 46 ]        |
| 2013        | «KBS Song Festival»                              | Лі Хві Дже та Юн Сі Юн                                           | KBS2    | [ 47 ]        |
| 2016        | 52-га Премія мистецтв Пексан                     | Сін Дон Йоп                                                      | jTBC    | [ 48 ] [ 49 ] |
| 2017        | 53-тя Премія мистецтв Пексан                     | Пак Чун Хун                                                      | jTBC    | [ 50 ]        |
| 2018        | 54-та Премія мистецтв Пексан                     | Пак Бо Гом та Сін Дон Йоп                                        | jTBC    | [ 51 ]        |
| 2019        | 55-та Премія мистецтв Пексан                     | Пак Бо Гом та Сін Дон Йоп                                        | jTBC    | [ 52 ] [ 53 ] |
| 2020        | 56-та Премія мистецтв Пексан                     | Пак Бо Гом та Сін Дон Йоп                                        | jTBC    | [ 54 ] [ 55 ] |
| 2021        | 57-ма Премія мистецтв Пексан                     | Сін Дон Йоп                                                      | jTBC    | [ 56 ] [ 57 ] |
| 2022        | 58-ма Премія мистецтв Пексан                     | Пак Бо Гом та Сін Дон Йоп                                        | jTBC    | [ 58 ] [ 59 ] |
| 2023        | 59-та Премія мистецтв Пексан                     | Пак Бо Гом та Сін Дон Йоп                                        | jTBC    | [ 60 ] [ 61 ] |
| 2024        | 60-та Премія мистецтв Пексан                     | Сін Тон Йоп та Пак Бо Гом                                        | jTBC    | [ 62 ] [ 63 ] |

## Музичні відео
| Рік  | Назва | Роль        | Нотатки | Прим.  |
| ---- | ----- | ----------- | ------- | ------ |
| 2022 | Celeb | У ролі себе |         | [ 64 ] |

## Виноски
1. ↑  В оригіналі 승승장구 (乘勝長驅) є Чен'юй, що дослівно означає довга хода використання переваг від перемоги.